# مدیریت خشم (مجموعه تلویزیونی)
مدیریت خشم یک مجموعه تلویزیونی آمریکایی با ژانر کمدی موقعیت بود که از شبکه اف‌ایکس پخش می‌شد. این سریال بر اساس فیلمی با همین نام با بازی جک نیکلسون ساخته شده است.

## داستان
این سریال حول محور چارلی گودسون (شین) می‌چرخد، یک بازیکن بیسبال که یک بار در لیگ خرده‌پایه بازی می‌کرد و به دلیل مشکلات مکرر عصبانیتش برای برداشتن گام بعدی تلاش کرد. به لطف یک درمانگر، دکتر کیت ولز ( سلما بلر )، چارلی توانست مسائل خود را تحت کنترل درآورد و در نهایت به لیگ های بزرگ راه یابد . اما او در جریان یک بازی لیگ بزرگ عود کرد و خفاش را از روی عصبانیت روی زانویش شکست و باعث آسیب دیدگی تمام‌عیار شد.
این حادثه باعث شد چارلی به مدرسه بازگردد و یک درمانگر کنترل خشم شود. چارلی از همسر سابقش جنیفر ( شانی اسمیت ) طلاق گرفته است که در طول روزهای بیسبال بازی چندین بار به او خیانت کرده است. این دو هنوز همدیگر را زیاد می بینند زیرا حضانت مشترک دختر نوجوانشان سام ( دانیلا بوبادیلا ) که دارای اختلال وسواس فکری است، دارند